# Rio Inn

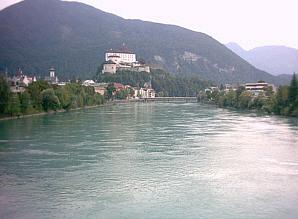
O rio Inn em Kufstein.

O Inn é um rio que corta três países: Suíça, Áustria e Alemanha. É afluente do Danúbio, tem 510 quilómetros de comprimento e uma bacia hidrográfica de 25 700 km².
Sua fonte situa-se nos Alpes suíços, na região da Engadina, a 2 800 m de altitude. Corre para o leste através do estado austríaco do Tirol e da sua capital, Innsbruck, e passa a fronteira da Baviera perto de Kufstein.
Na Baviera, o Inn flui para o norte e atravessa as cidades de Rosenheim, Wasserburg e Waldkraiburg; depois vira para leste, corre através de Mühldorf e Neuötting e alarga-se graças a dois grandes afluentes, o rio Alz e o rio Salzach.
Forma a fronteira entre a Alemanha (Baviera) e a Áustria (Alta Áustria, ou Oberösterreich). Entre as cidades dessa última seção do Inn estão Simbach am Inn, Braunau e Schärding. O Inn junta-se ao Danúbio na cidade de Passau, na Baviera.